# Барановский (Новосибирская область)
Барановский — упразднённый посёлок в Каргатском районе Новосибирской области. Входил в состав Первомайского сельсовета. Исключен из учётных данных в 2025 году.

## География
Площадь посёлка — 28 гектаров.

## Население
| 2002 | 2007 | 2010 |
| ---- | ---- | ---- |
| 17   | ↘1   | ↘0   |

## Инфраструктура
В посёлке по данным на 2007 год отсутствует социальная инфраструктура